# شق
هو انفراج في الصخر غالبا وقد يكون في المباني أو الأجسام الصلبة بعامة وقد يحدث لأسباب طبيعية كالزلازل والبراكين وقد يقصد به الجرح الذي يحدثه الطبيب الجراح ليقوم بعملية ما في الجسم البشري.